# Chaux (Territoire de Belfort)
Chaux (Duits: Tscha) is een gemeente in het Franse departement Territoire de Belfort (regio Bourgogne-Franche-Comté) en telt 955 inwoners (1999). De plaats maakt deel uit van het arrondissement Belfort. In het Elzassisch of het Duits heette de plaats vroeger Tscha.

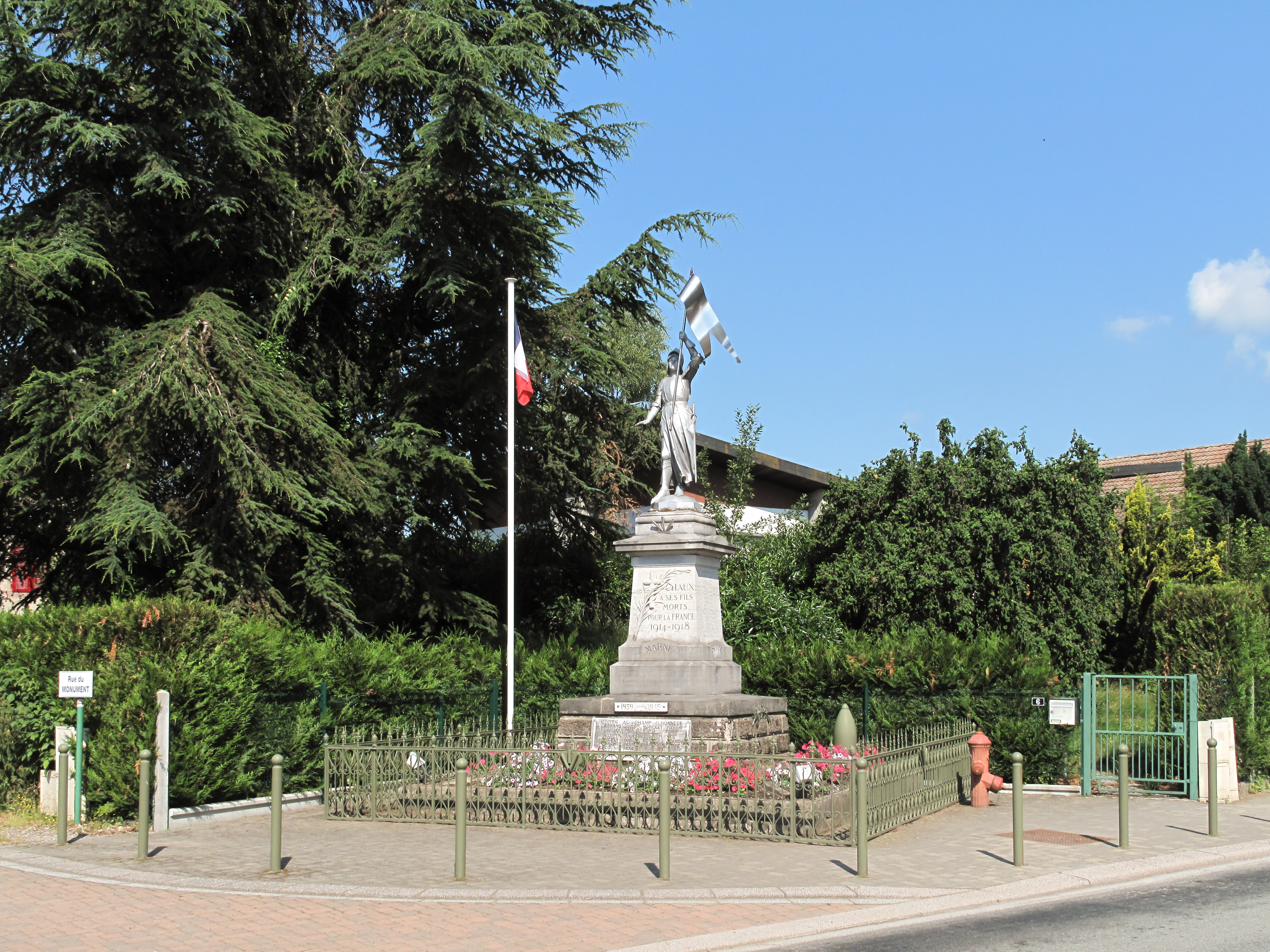
Oorlogsmonument

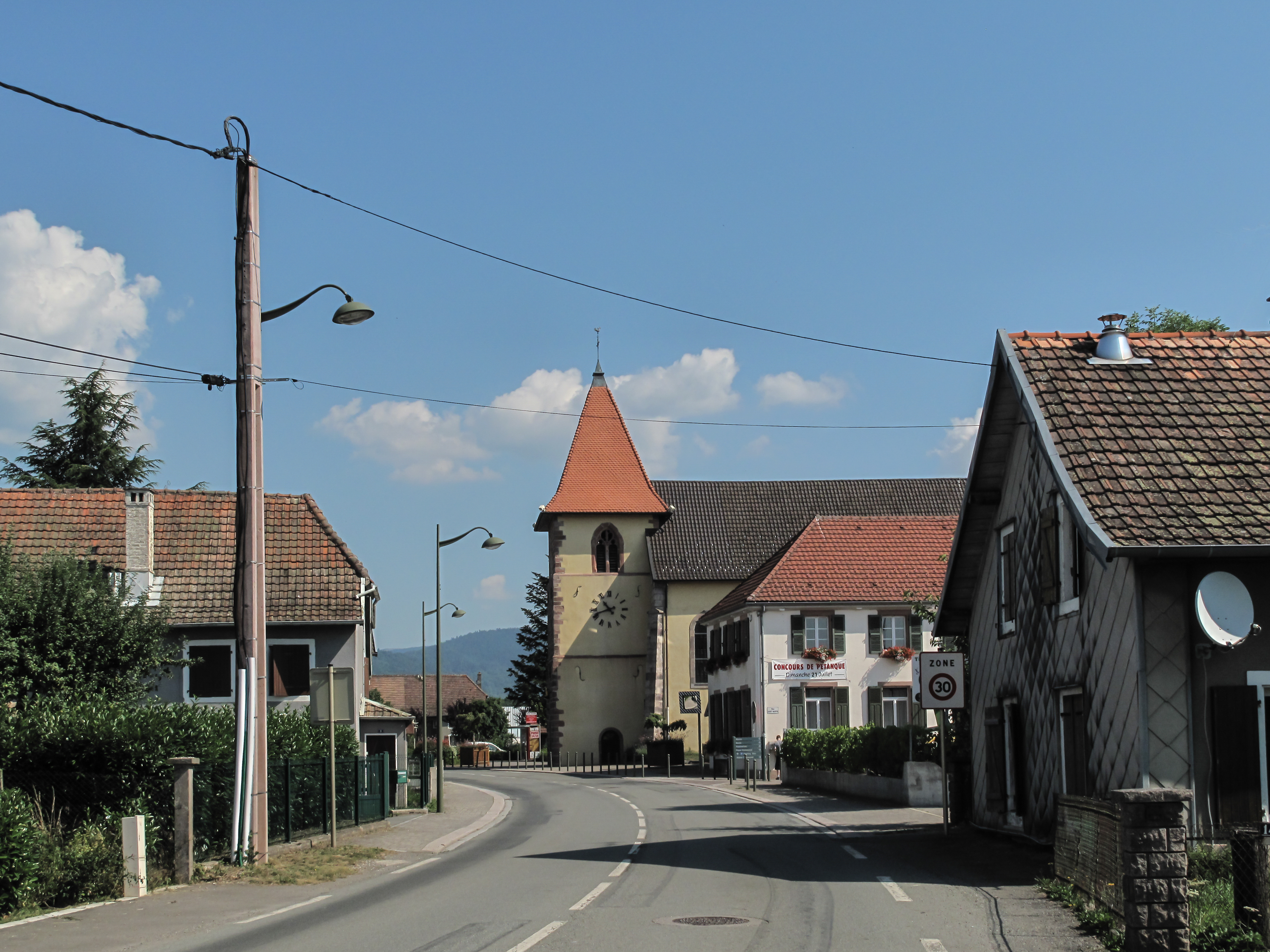
Kerk (église Saint-Martin) in straatzicht

## Geografie
De oppervlakte van Chaux bedraagt 9,2 km², de bevolkingsdichtheid is 103,8 inwoners per km².
De onderstaande kaart toont de ligging van Chaux (Territoire de Belfort) met de belangrijkste infrastructuur en aangrenzende gemeenten.

## Demografie
Onderstaande figuur toont het verloop van het inwonertal (bron: INSEE-tellingen).